# سد ميشليفن
سد ميشليفن هو سد شُيّد على واد بن صميم لتحصيل مياه المنبع المائي بن صميم بالمنطفة المعروفة بتالات لجماعت. شُيّد هذا السد لهدفين هما سقي جولف ميشليفن، وتعويض الفلاحين على فقدانهم لمياه المنبع المائي. يُفترض أن يسقي هذا السد حوالي 3000 هكتار من أراضي صغار الفلاحين، بحقينة تبلغ 1,5 مليون متر مكعب، وحجم إجمالي منظم من المياه يناهز 2 مليون متر مكعب. يقعُ السد بزاوية بن صميم بجماعة بن صميم، إقليم إفران، جهة فاس مكناس بالأطلس المتوسط.

## معرض الصور

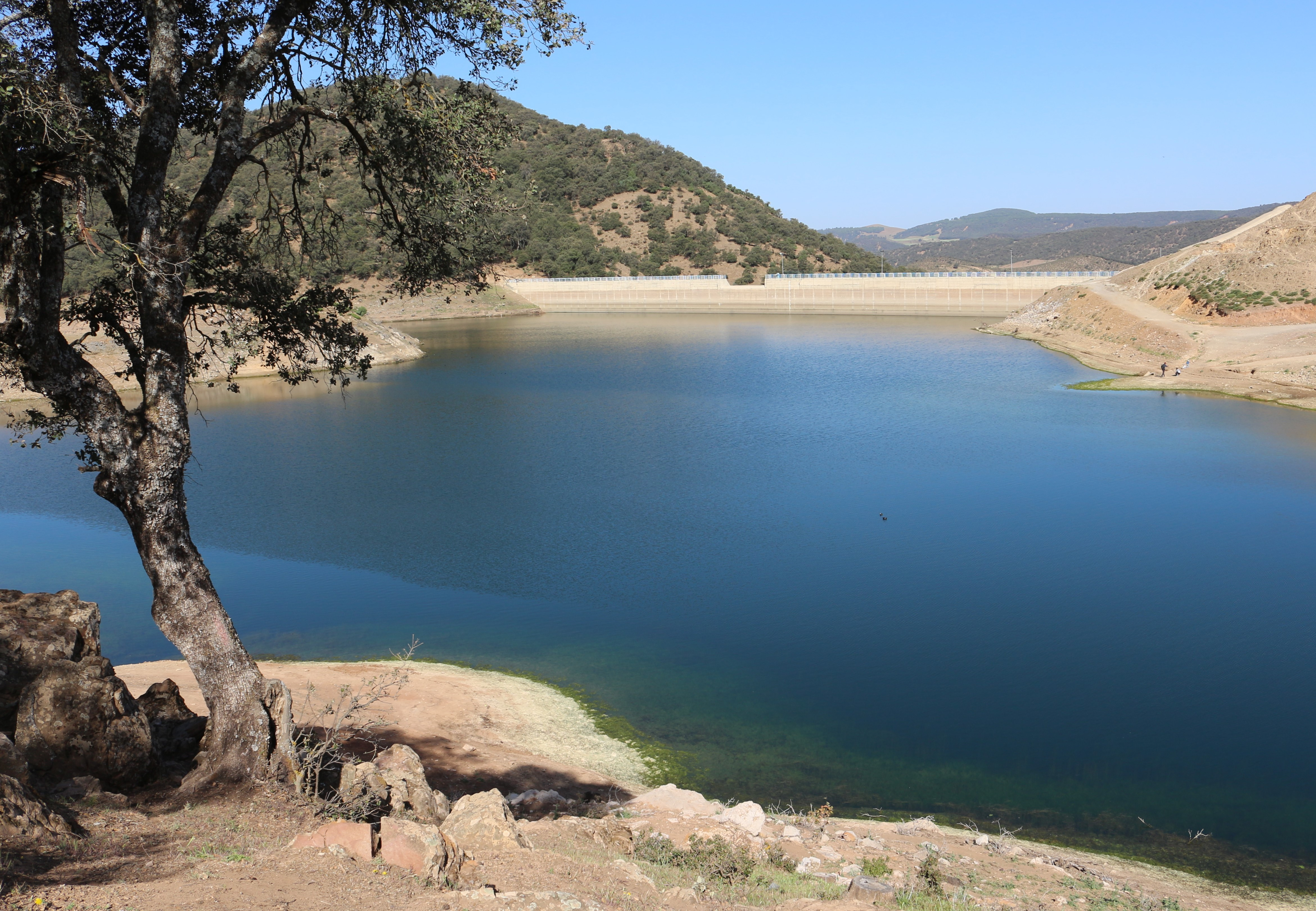
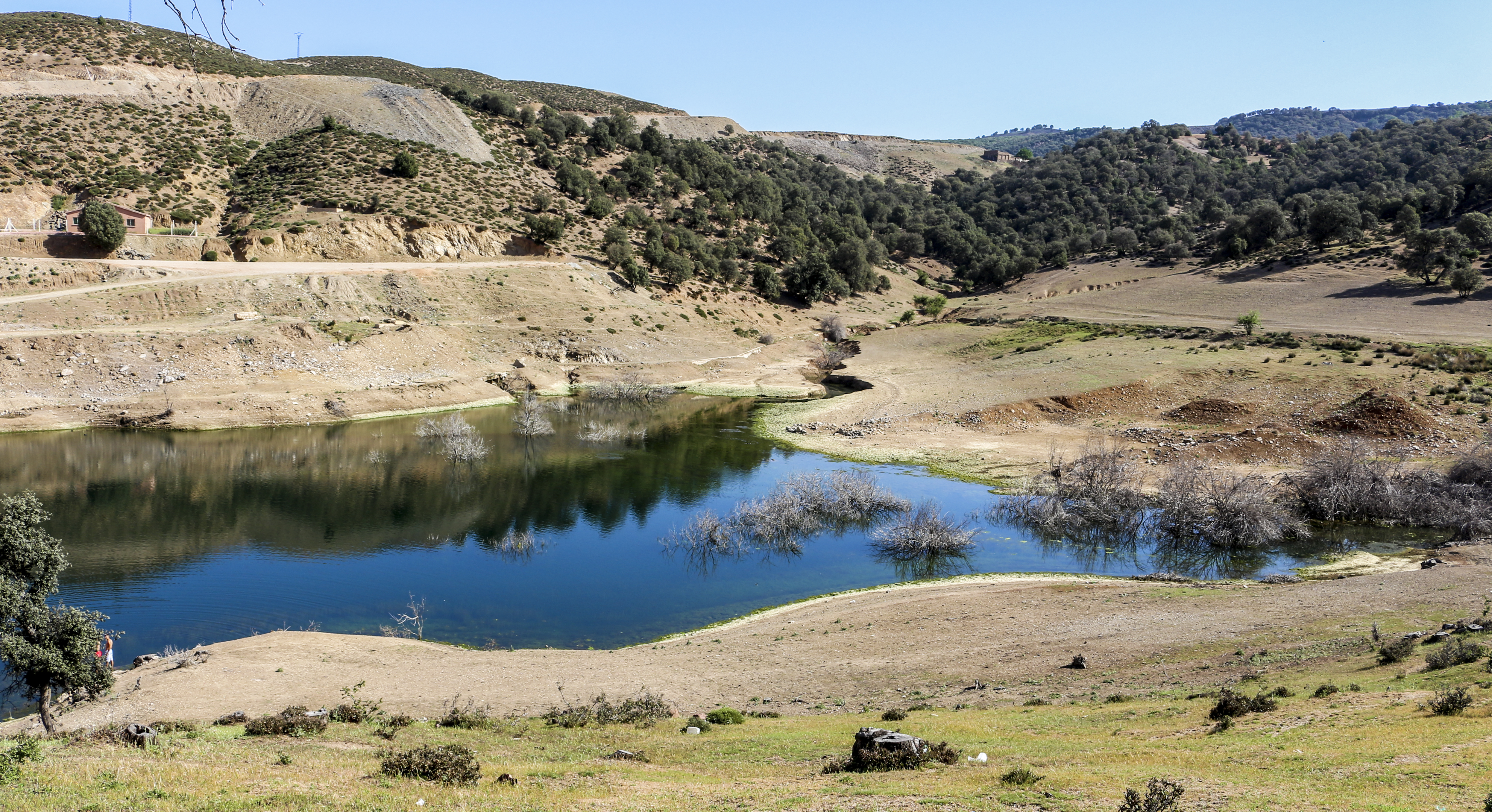
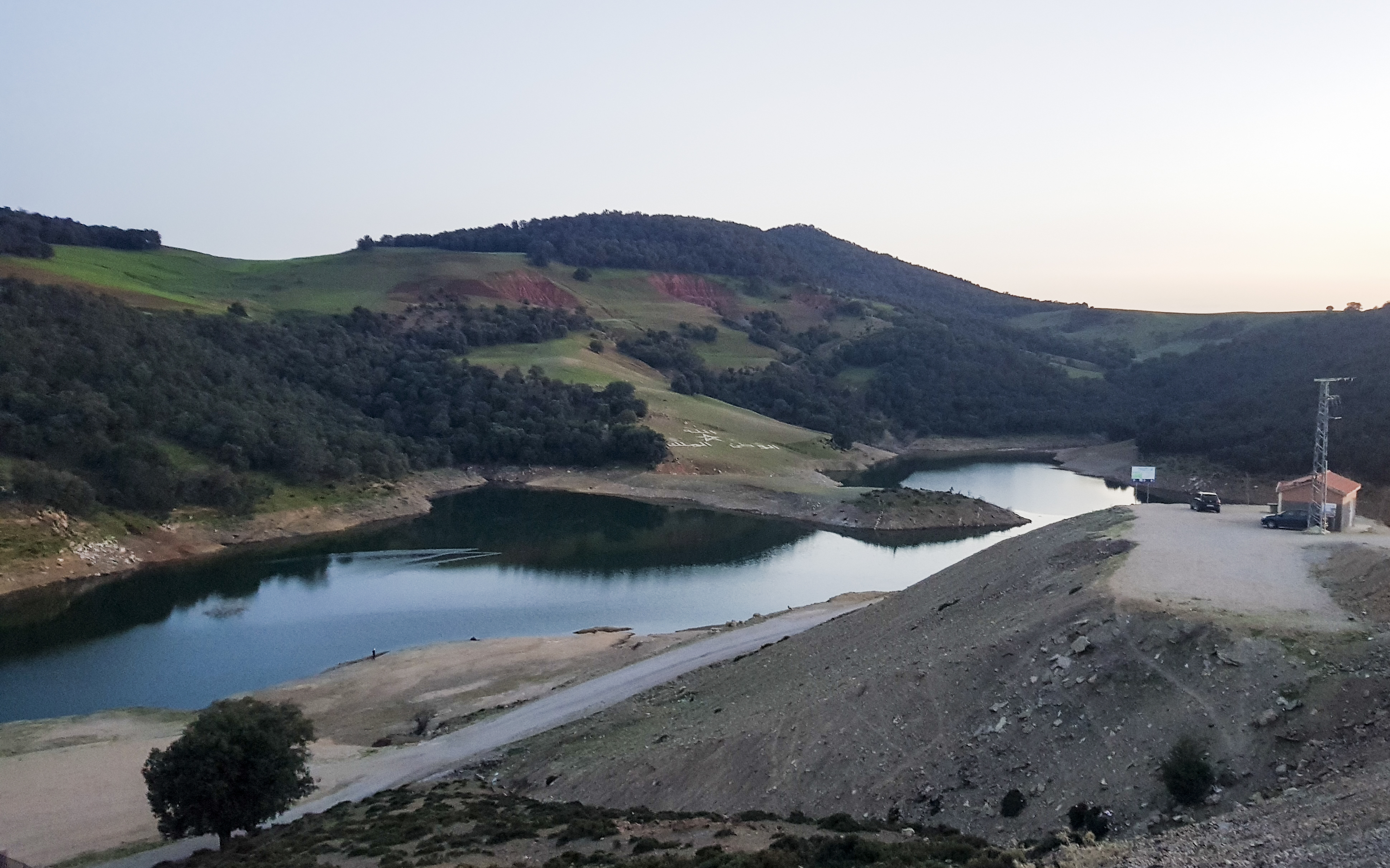
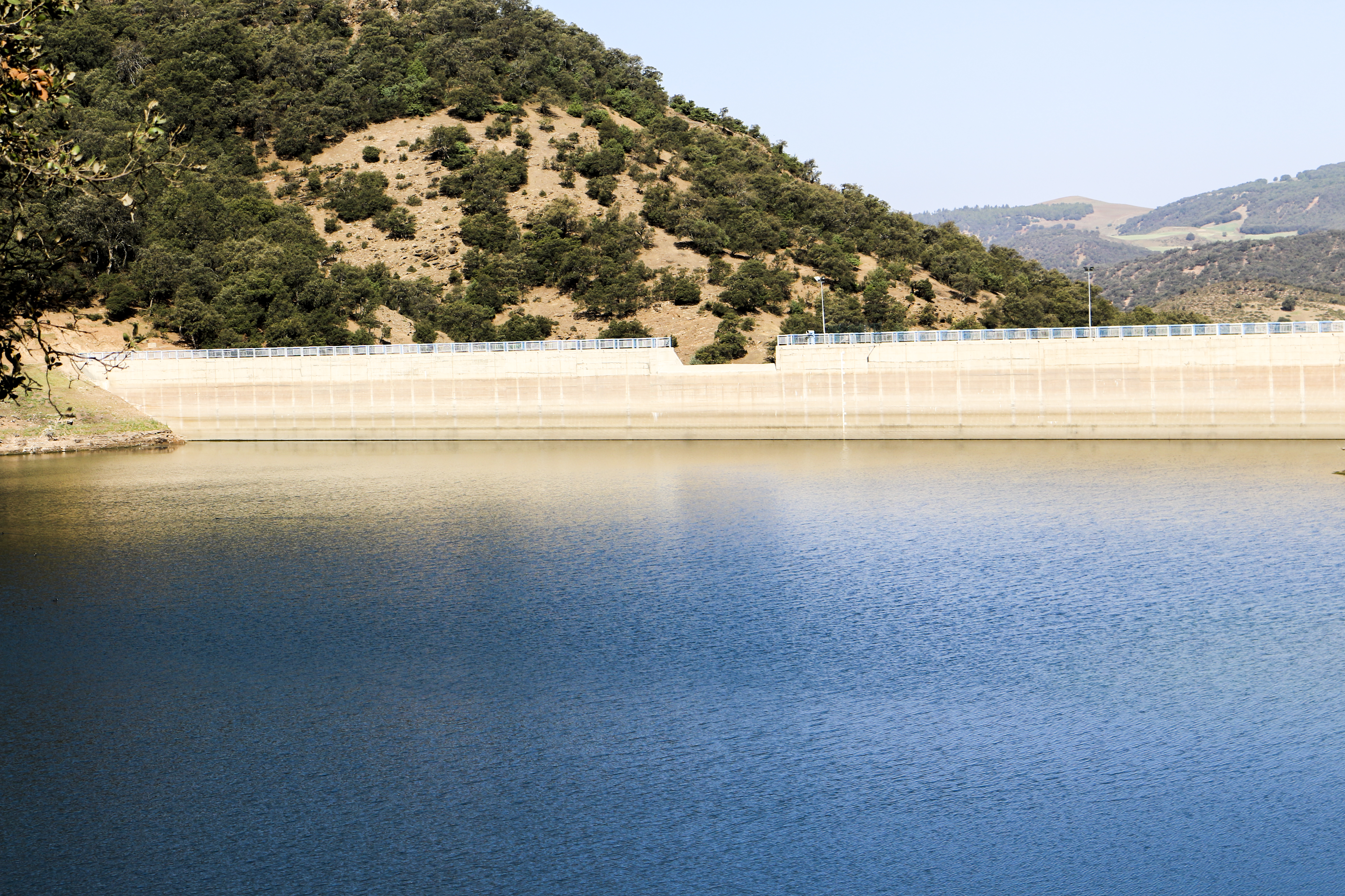
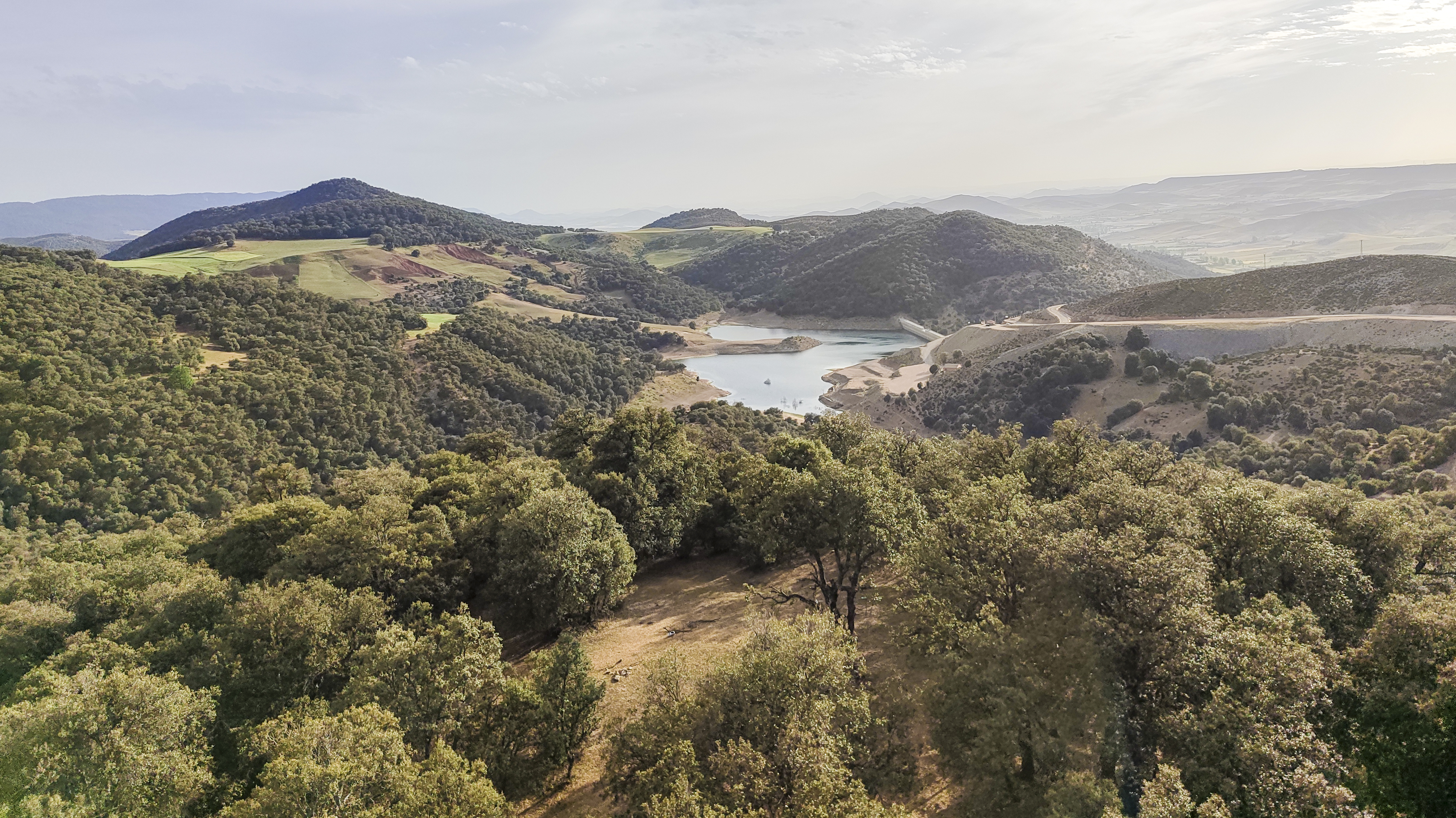
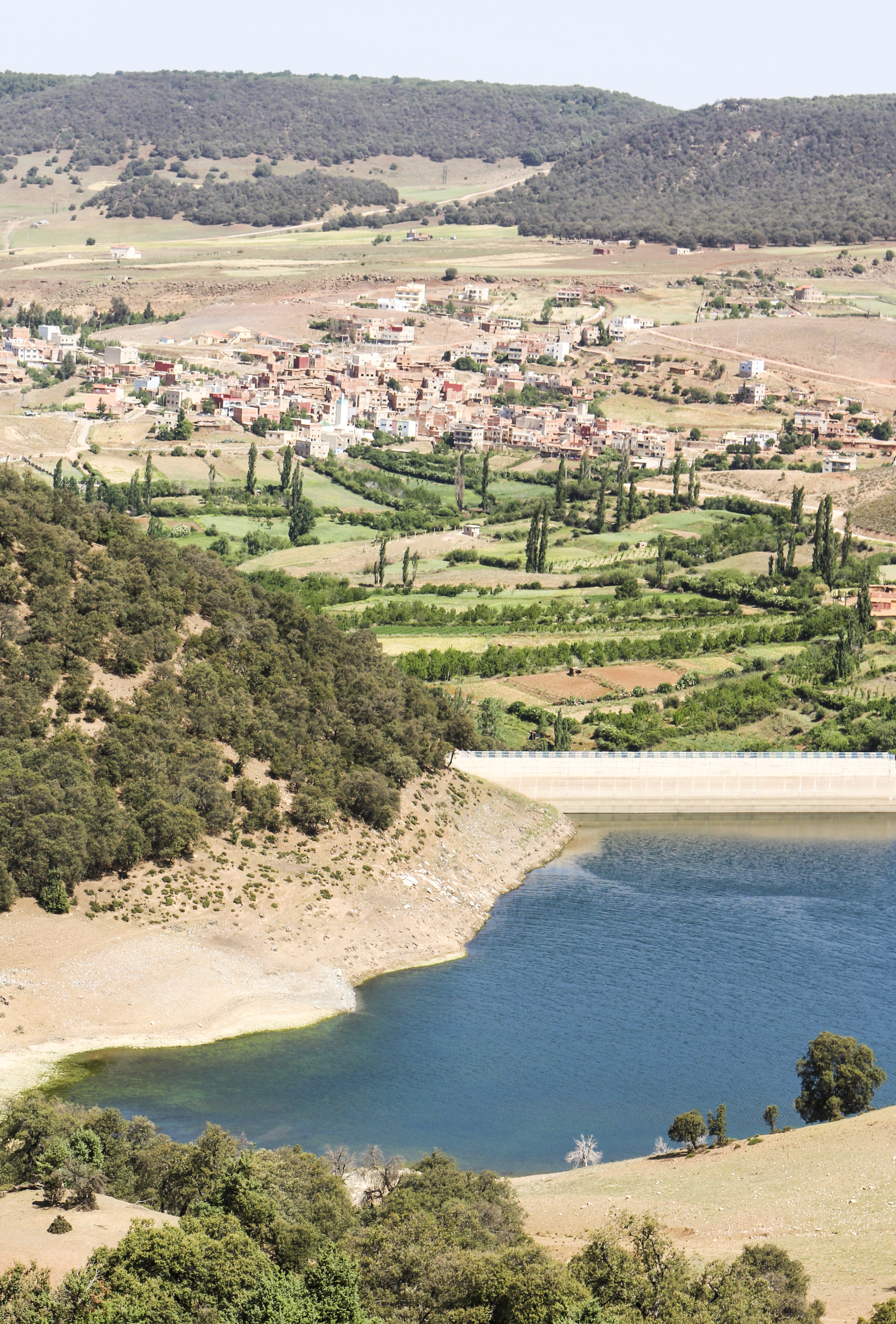
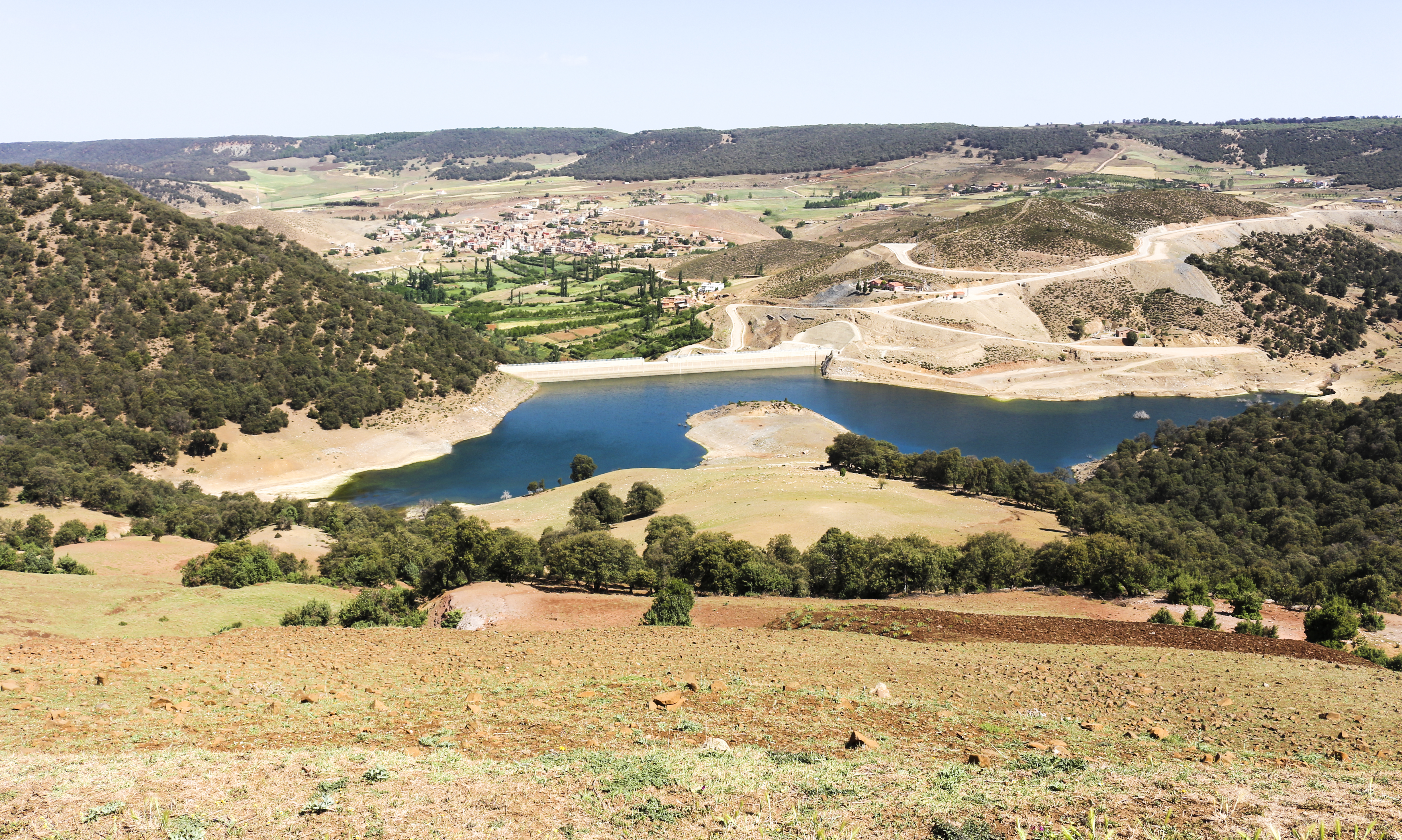
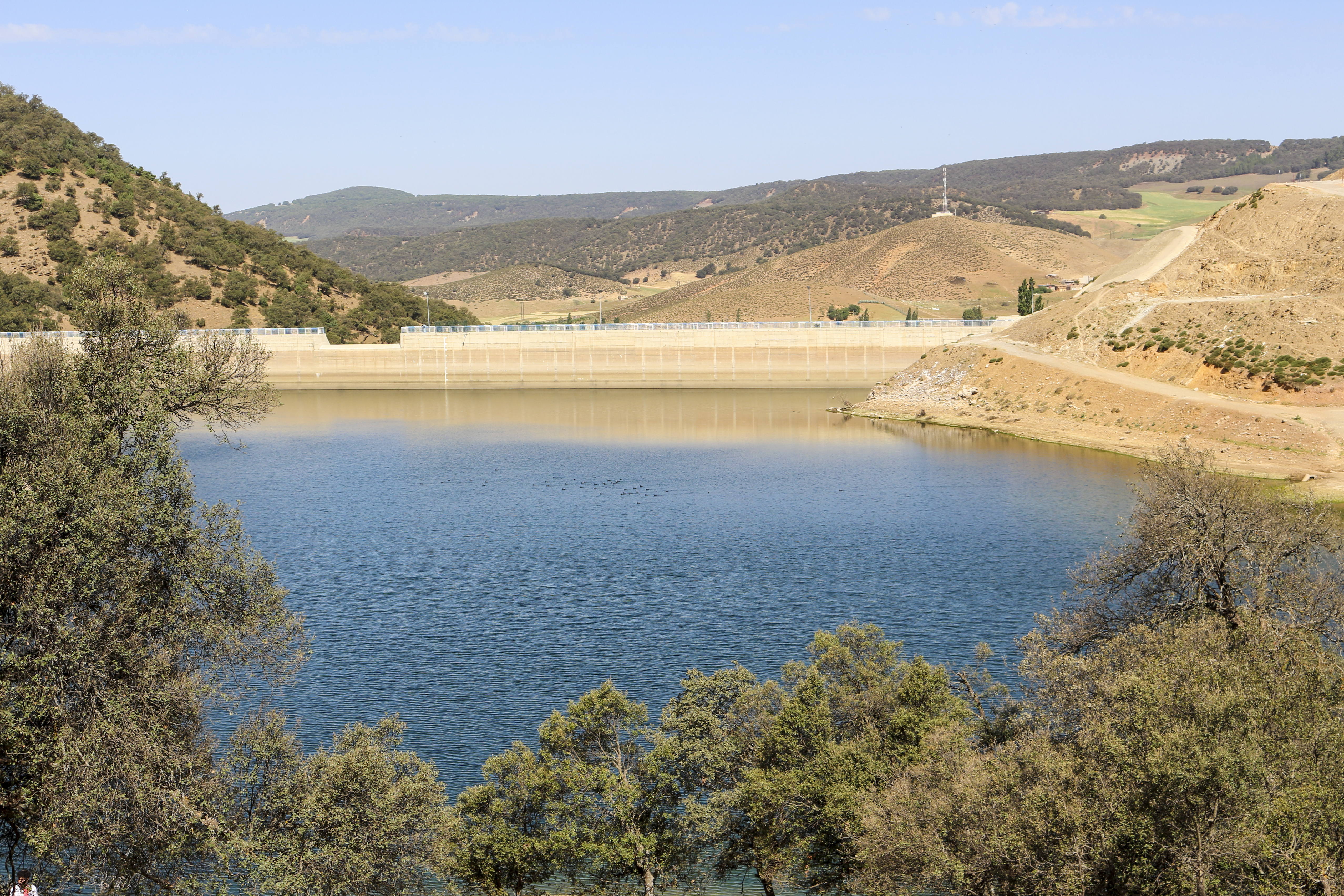
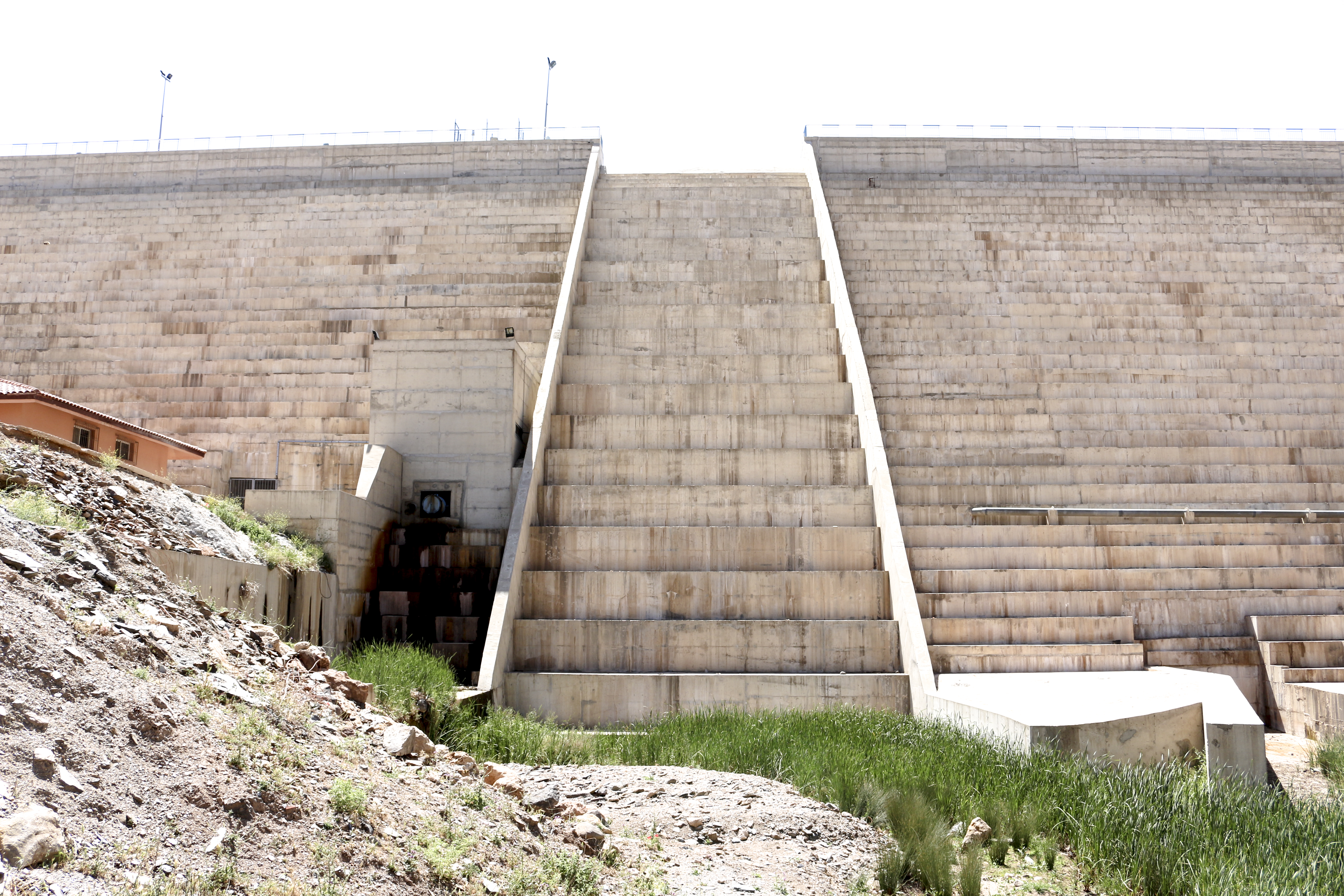
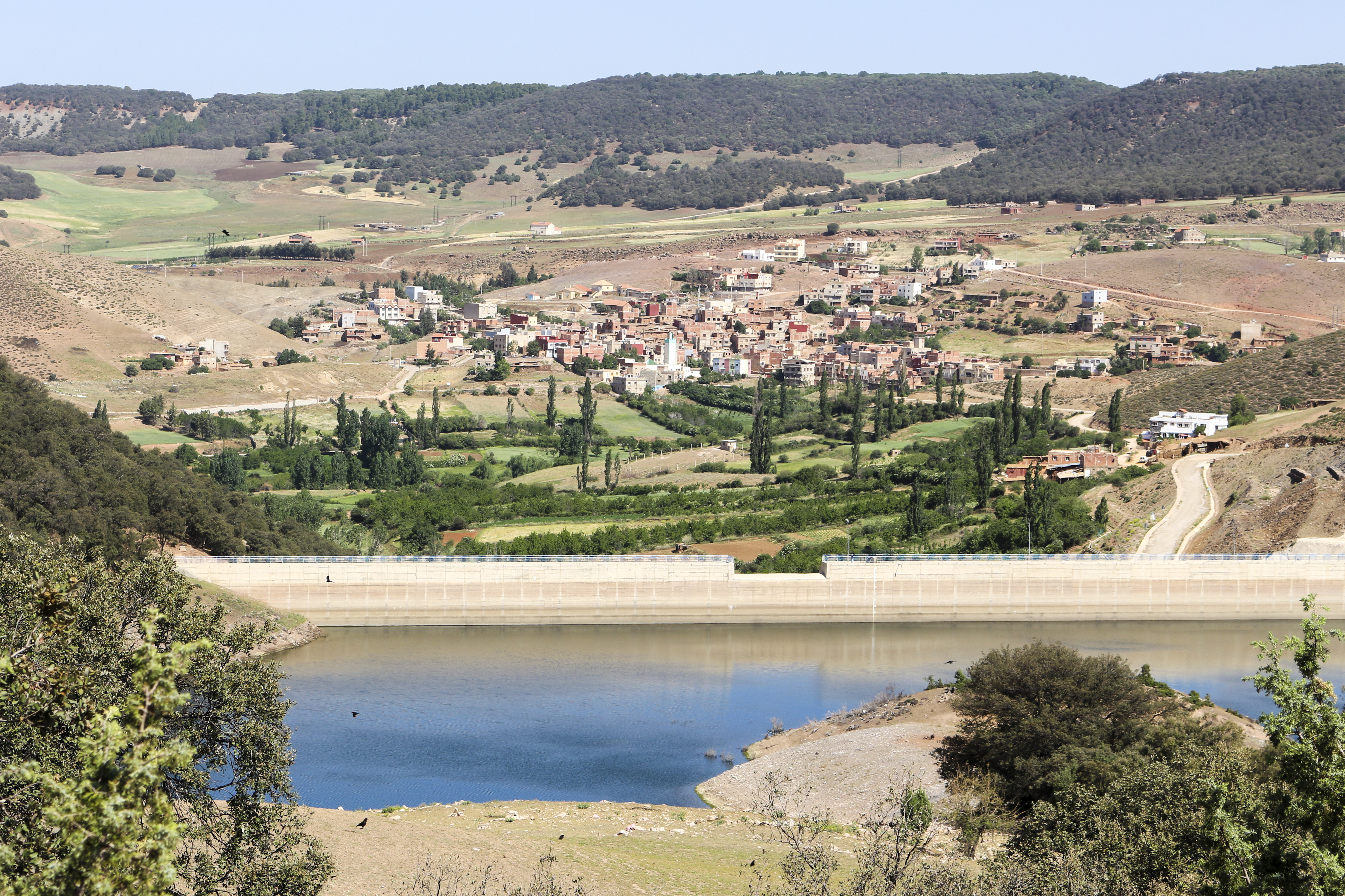